# Groupe de NGC 3147
Le groupe de NGC 3147 comprend au moins quatre galaxies situées dans la constellation du Dragon. La distance moyenne entre ce groupe et la Voie lactée est d'environ 43,8 Mpc (∼143 millions d'al). 

## Membres
Le tableau ci-dessous liste les quatre galaxies du groupe indiquées dans l'article de A.M. Garcia paru en 1993. 
| Nom      | Class.   | Type                     | α (J2000.0)   | δ (J2000.0) | Vitesse radiale (km/s) | m               | Distance (Mpc) | Dimension (kal) |
| -------- | -------- | ------------------------ | ------------- | ----------- | ---------------------- | --------------- | -------------- | --------------- |
| NGC 3147 | SA(rs)bc | Spirale                  | 10h 16m 53.6s | 73° 24′ 03″ | 2802 ± 1               | 10,6            | 42,2 ± 3,0     | 177             |
| NGC 3183 | SB(s)bc? | Spirale barrée           | 10h 21m 49.0s | 74° 10′ 37″ | 3088 ± 6               | 11,9            | 46,4 ± 3,3     | 69              |
| NGC 3194 | S?       | Spirale                  | 10h 17m 39.8s | 74° 20′ 51″ | 2943 ± 1               | 12,9            | 44,2 ± 3,1     | 76              |
| UGC 5686 | Im       | Irrégulière magellanique | 10h 30m 42.7s | 74° 13′ 40″ | 2820 ± 4               | 13,486 ± 0,024a | 42,4 ± 2,8     | 45              |

- aDans le proche infrarouge.

Le site DeepskyLog permet de trouver aisément les constellations des galaxies mentionnées dans ce tableau ou si elles ne s'y trouvent pas, l'outil du site constellation permet de le faire à l'aide des coordonnées de la galaxie. Sauf indication contraire, les données proviennent du site NASA/IPAC.